# Ларос Дуарте
Ларос Дуарте (нід. Laros Duarte, нар. 28 лютого 1997, Роттердам, Нідерланди) — нідерландський футболіст роттердамського походження, опорний півзахисник клубу «Гронінген».

## Ігрова кар'єра

### Клубна
Ларос Дуарте народився в Роттердамі у родині вихідців з Суринаму. Займатися футболом почав у школі місцевого клубу «Спарта». Згодом він перебрався у клуб ПСВ, але в основі так і не зіграв, переважно виступаючи за дублюючий склад — «Йонг ПСВ».Через це у 2019 році Дуарте повернувся до «Спарти» на правах оренди. В першому ж сезоні разом з командою Дуарте виборов підвищення до Ередивізі і після цього підписав з клубом повноцінний контракт.
31 серпня 2021 року футболіст підписав чотирирічний контракт з клубом «Гронінген».

### Збірна
З 2013 року Ларос Дуарте виступав за юнацькі збірні Нідерландів різних вікових категорій.

## Особисте життя
Молодший брат Ларос Дерой Дуарте також професійний футболіст — гравець нідерландського клубу «Фортуна» (Сіттард).